# Kuikkalampi (sjö i Norra Österbotten)
Kuikkalampi är en sjö i Finland. Den ligger i kommunen Uleåborg i landskapet Norra Österbotten, i den centrala delen av landet, 600 km norr om huvudstaden Helsingfors. Kuikkalampi ligger 29 meter över havet. Arean är 8,9 hektar och strandlinjen är 1,32 kilometer lång. Sjön  ingår i Kiminge älvs huvudavrinningsområde.   I omgivningarna runt Kuikkalampi växer i huvudsak blandskog.